# Ramon Azeez
Ramon Olamilekan Azeez (ur. 12 grudnia 1992 w Abudży) – nigeryjski piłkarz grający na pozycji środkowego pomocnika. Jest wychowankiem klubu CD Lugo.

## Kariera klubowa
Swoją karierę piłkarską Azeez rozpoczął w Hiszpanii, w klubie UD Almería. W 2011 roku stał się członkiem zespołu rezerw Almerii, występującego w rozgrywkach Segunda División B. W trakcie sezonu 2012/2013 awansował do pierwszego zespołu. 17 sierpnia 2012 zadebiutował w nim w Segunda División w zwycięskim 5:4 wyjazdowym meczu z Barceloną B. Na koniec sezonu 2012/2013 wywalczył z Almeríą awans z Segunda División do Primera División. W sezonie 2013/2014 stał się podstawowym zawodnikiem Almerii.
| Sezon   | Klub         | Kraj      | Rozgrywki          | Mecze | Bramki |
| ------- | ------------ | --------- | ------------------ | ----- | ------ |
| 2011/12 | UD Almería B | Hiszpania | Segunda División B | 28    | 2      |
| 2012/13 | UD Almería   | Hiszpania | Segunda División   | 2     | 0      |
| 2012/13 | UD Almería B | Hiszpania | Segunda División B | 31    | 3      |
| 2013/14 | UD Almería   | Hiszpania | Primera División   | 30    | 2      |
| 2014/15 | UD Almería   | Hiszpania | Primera División   | 17    | 0      |
| 2015/16 | UD Almería   | Hiszpania | Segunda División   | 3     | 0      |
| 2016/17 | UD Almería   | Hiszpania | Segunda División   | 23    | 2      |
| 2017/18 | CD Lugo      | Hiszpania | Segunda División   | 37    | 2      |
| 2018/19 | CD Lugo      | Hiszpania | Segunda División   | 10    | 0      |
| 2018/19 | Granada CF   | Hiszpania | Segunda División   | 13    | 0      |

## Kariera reprezentacyjna
W 2009 roku Azeez wystąpił z reprezentacją Nigerii U-17 na Mistrzostwach Świata U-17 2009 i wywalczył z nią wicemistrzostwo świata. Z kolei w 2011 roku zagrał z reprezentacją Nigerii U-20 na Mistrzostwach Świata U-20 2011.
W dorosłej reprezentacji Nigerii Azeez zadebiutował 6 marca 2014 w zremisowanym 0:0 towarzyskim meczu z Meksykiem, rozegranym w Atlancie. W 46. minucie meczu zmienił Efego Ambrose’a.